# سفارت استرالیا در مسکو
سفارت استرالیا در مسکو (به لاتین: Embassy of Australia) یک منطقهٔ مسکونی و نمایندگی سیاسی این کشور در روسیه است که در مسکو واقع شده‌است.